# Główne nurty marksizmu
Główne nurty marksizmu. Powstanie, rozwój, rozkład – trzytomowe dzieło polskiego filozofa, Leszka Kołakowskiego. Wydane w latach 1976–1978 w Paryżu. W zamierzeniu autora pisane jako podręcznik, opisuje historię powstania i rozwoju marksizmu jako doktryny filozoficznej. Polskie wydanie zajmuje ponad 1000 stron.
W pierwszym tomie (zatytułowanym Powstanie) Kołakowski śledzi źródła myśli Karla Marksa jako filozofa niemieckiego oraz analizuje wpływ Hegla i XIX-wiecznych idei socjalistycznych na kształtowanie się marksizmu. Przystępuje później do rekonstrukcji klasycznego marksizmu w takiej postaci, w jakiej można go odnaleźć w dziełach twórców nurtu (czyli samego Marksa i Friedricha Engelsa).
Drugi tom (Rozwój) poświęcony jest intelektualnemu oddziaływaniu marksizmu w okresie od jego powstania do czasów Rewolucji Październikowej.
W trzecim (Rozkład) autor opisuje losy marksizmu po powstaniu ZSRR do lat sześćdziesiątych XX wieku. Ten tom nie ukazał się we Francji, co Kołakowski przypisywał wpływom francuskiej lewicy.
Główne nurty... nie są pracą czysto historyczną. Zawierają też, przeważnie krytyczne, analizy poglądów tak Marksa i jego kontynuatorów. Autor jest nastawiony wyraźnie negatywnie do myślicieli, których zalicza do „okresu rozkładu”, takich jak György Lukács, Ernst Bloch, Herbert Marcuse, czy reprezentantów szkoły frankfurckiej. Ocenia działalność części z nich jako wyraz intelektualnej degeneracji i dogmatyzmu.